# Marcolinihaus

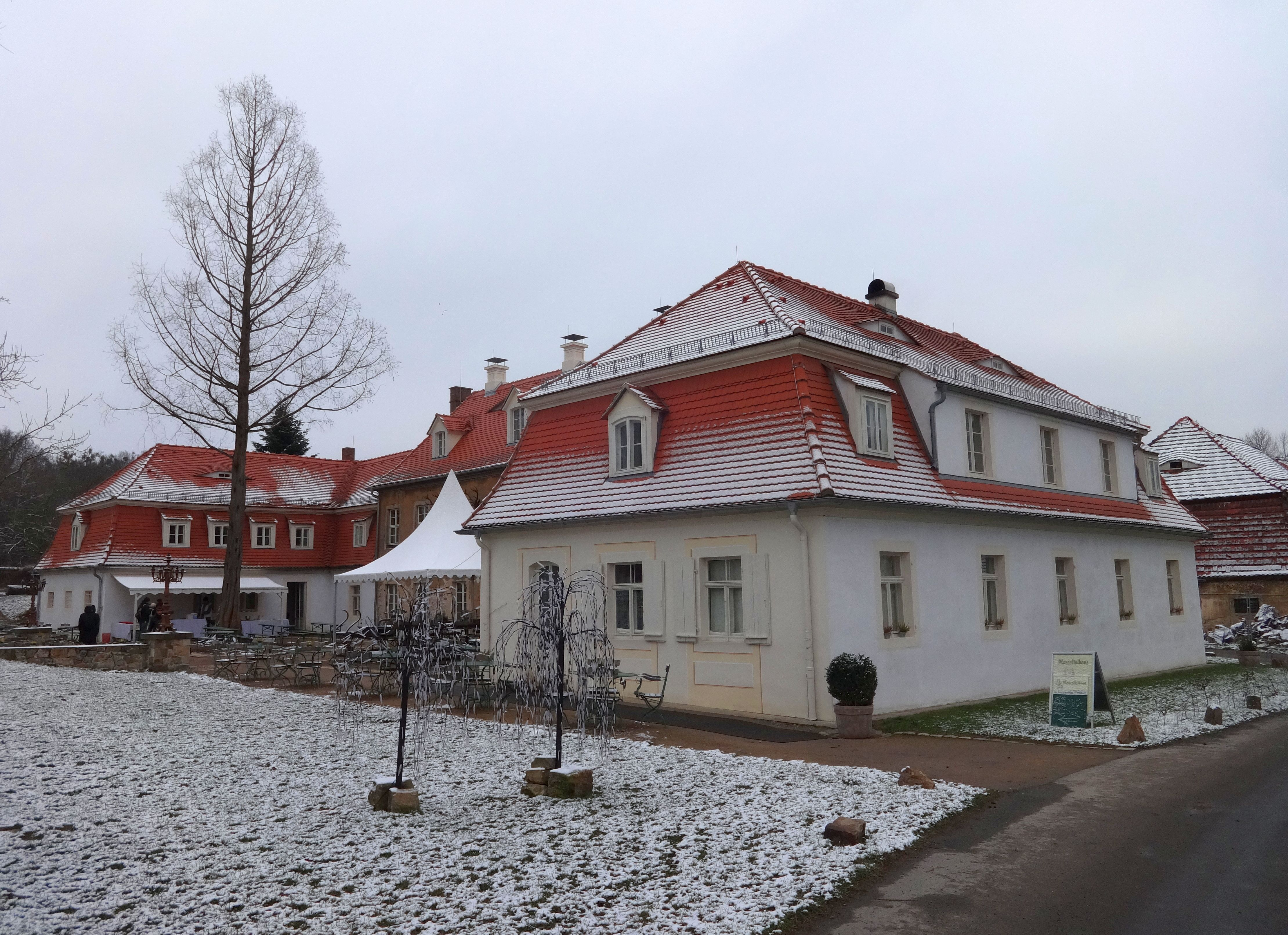
Das Marcolinihaus, im Vordergrund der Ostflügel

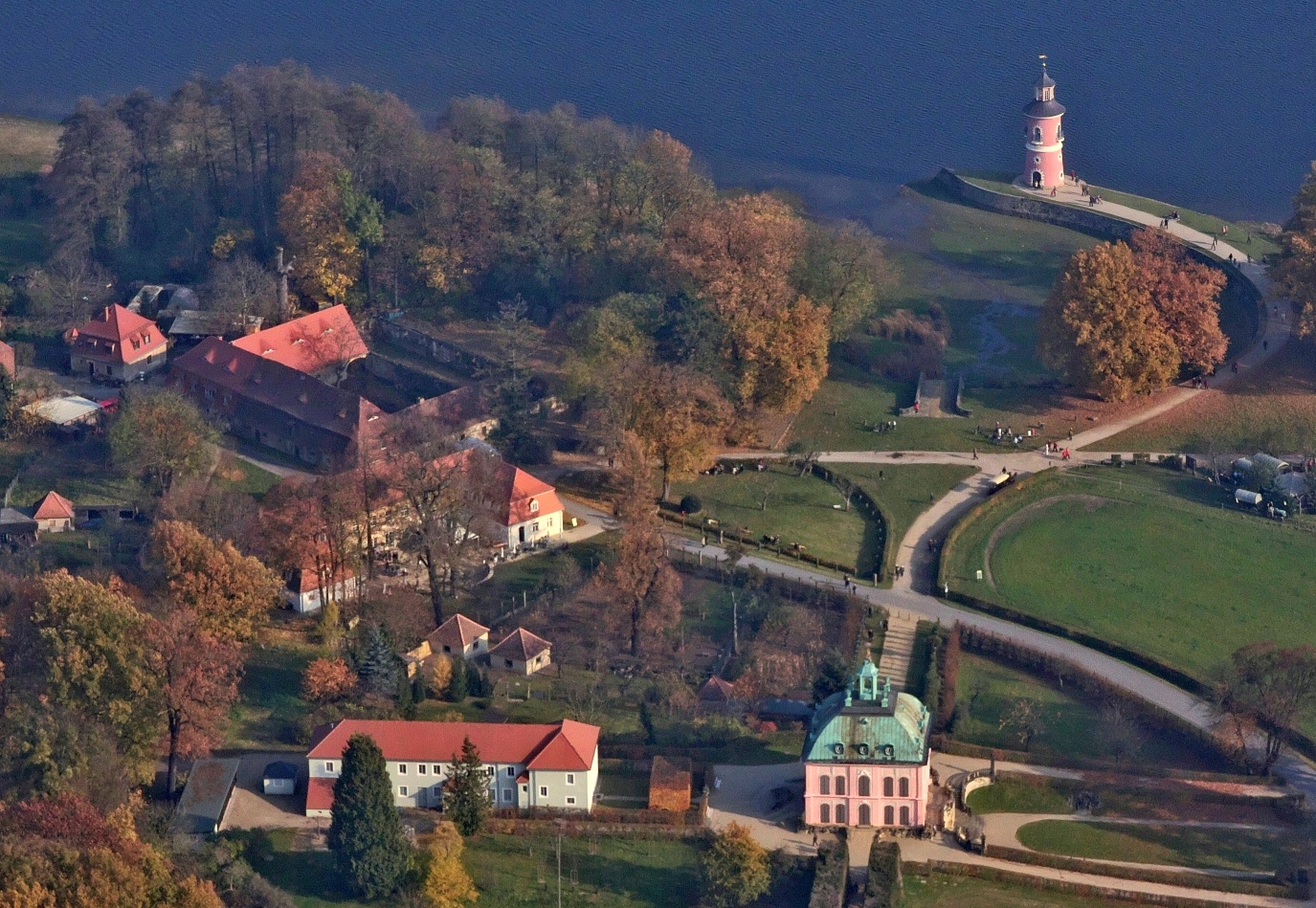
Luftbild vom Marcolinihaus (links hinten) mit dem Leuchtturm und dem Fasanenschlösschen

Das 1771/72 erbaute Marcolinihaus steht in der Gemeinde Moritzburg bei Dresden. Es befindet sich in der 1728 angelegten Fasanerie, einem Teil eines großzügigen Landschaftsparkes.

## Geschichte und Ausstattung

### 18. Jahrhundert: Wohnhaus des Grafen Marcolini
Kurz nach dem Bau des Fasanenschlösschens am Niederen Großteich Bärnsdorf entstand in den Jahren 1771/1772 das Marcolinihaus im sparsamen Stil des sächsischen Spätbarocks. Graf Camillo Marcolini ließ sich dafür ein Wohnhaus aus einem vorhandenen Fasanenwärterhaus ausbauen. Das Aussehen bestimmte eine einfache Lisenengliederung und ein Mansarddach.
Im Jahr 1787 erfolgte der Ausbau des Wohnhauses im Obergeschoss und des westlichen Gebäudeflügels, da seine Familie nach seiner Hochzeit im Mai 1778 mehr Platz benötigte.

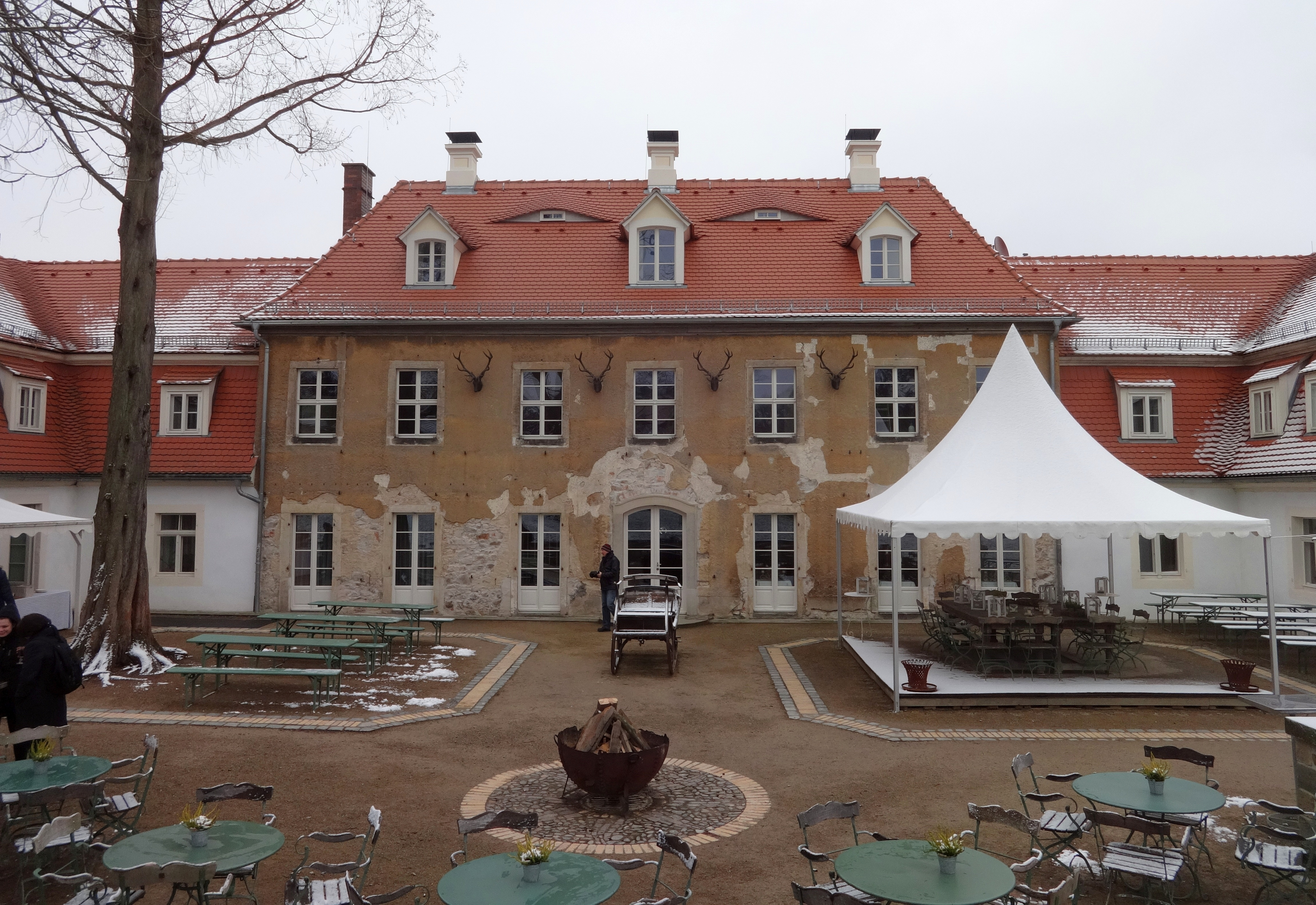
Ehemaliges Haupthaus, 2015 teilsaniert

### 1818 bis 2007: Forsthaus und Niedergang
Nach dem Tod Marcolinis 1814 wurde das Haus umgestaltet und diente ab 1818 als Forsthaus. Seit Anfang des 20. Jahrhunderts wurden zahlreiche kleinere Umbauten durchgeführt. So wurden eine Eingangstür versetzt, Veränderungen an den Fenstern vorgenommen, ein Windfang errichtet und Dachgauben entfernt. Mitte der 1920er Jahre erfolgte dann der Einbau einer zentralen Wasserheizung.
Den Zweiten Weltkrieg überstand das Haus unbeschadet, es verblieb im Besitz der Staatlichen Forstverwaltung. Das Marcolinihaus wurde aufgrund des Wohnungsmangels danach in sechs Wohnungen, Zimmer für Forstarbeiter und Lehrlinge sowie Diensträume umgenutzt. Aus Mangel an anderem Brennmaterial wurde im Winter 1946 die Dielung vom Dachboden des Nordwestflügels als Heizmaterial verwendet. Der Zustand des Gebäudes verschlechterte sich in den kommenden Jahren. In den 1980er Jahren wurde ein Teil des Wohnraums zu einem Forstarchiv umgenutzt, das nach acht Jahren wegen des schlechten Zustands wieder ausziehen musste. Seitdem stand das Gebäude größtenteils leer und wurde zur Wende in die Verwaltung der Treuhand Liegenschaftsgesellschaft (TLG) überführt. Noch während das Haus zum Verkauf stand, ließ die TLG zwei Wohnungen vermieten, was einem möglichen Käufer eine Sanierung oder eine Nutzungsänderung sehr erschwerte. Die Wohnungen wurden daraufhin von den Mietern unsachgemäß renoviert. Dabei wurden ohne Bestandsaufnahmen und denkmalrechtliche Genehmigung Fußböden entfernt, Mauern durchbrochen und Teile historischer Außenanlagen entfernt.
Zwischen April 1999 und März 2000 erstellte der Freistaat Sachsen zusammen mit der Gemeinde Moritzburg eine Studie zur langfristigen Revitalisierung der Kulturlandschaft Moritzburg am Beispiel der Fasanerie. Im darauffolgenden Jahr 2001 wurde das Baurecht für eine Sanierung geschaffen. Zwei Jahre später entstand eine vom Freistaat Sachsen geförderte Voruntersuchung der historisch wertvollen Substanz des Marcolinihauses.
Für den Verkauf 2001 gab es nur einen Bewerber. Dessen erste Pläne, drei Viertel der Gebäude abreißen zu lassen, wurden nicht umgesetzt. Die Bewohner des Marcolinihauses wurden mit Klagen zum Auszug gezwungen. Die Sanierungspläne des neuen Eigentümers zielten auf den Einbau von bis zu 25 Apartments, konnten aber aufgrund von fehlendem Kapital nicht umgesetzt werden. Anfang 2007 beantragte der Moritzburger Gemeinderat, dass der Landkreis die Eigentümer anweist, das Gebäude zu sichern. Dieser wies dagegen auf Versäumnisse der Gemeinde Moritzburg hin.

### Seit 2007: Wiederaufbau und touristische Nutzung
Im Dezember 2007 erfolgte der Verkauf an einen Moritzburger Gastronomen, der das Gebäude seitdem schrittweise saniert. Zuerst ließ er die einsturzgefährdeten Seitenflügel sichern, mit neuen Dachstühlen versehen (die alten Balken waren vom Hausbock befallen) und neu eindecken. Außerdem erhielt das Haus neue Fenster und Dachgauben nach historischem Vorbild. Um keinen Autoverkehr in den Fasanengarten zu bringen, entschied sich der Gastronom 2008, eine Ablösesumme von 42.000 Euro für festgelegte 14 Stellplätze zu zahlen.
Seit 2009 verfügt das Haus über einen leistungsfähigen Wasseranschluss und auch eine Abwasserleitung. Auf zunächst provisorische Weise konnte zuerst im Ostflügel der Betrieb eines Cafés aufgenommen werden. Hier wurde ein Kamin errichtet, in welchem alte Ziegel aus der Entstehungszeit des Hauses verwendet werden konnten.

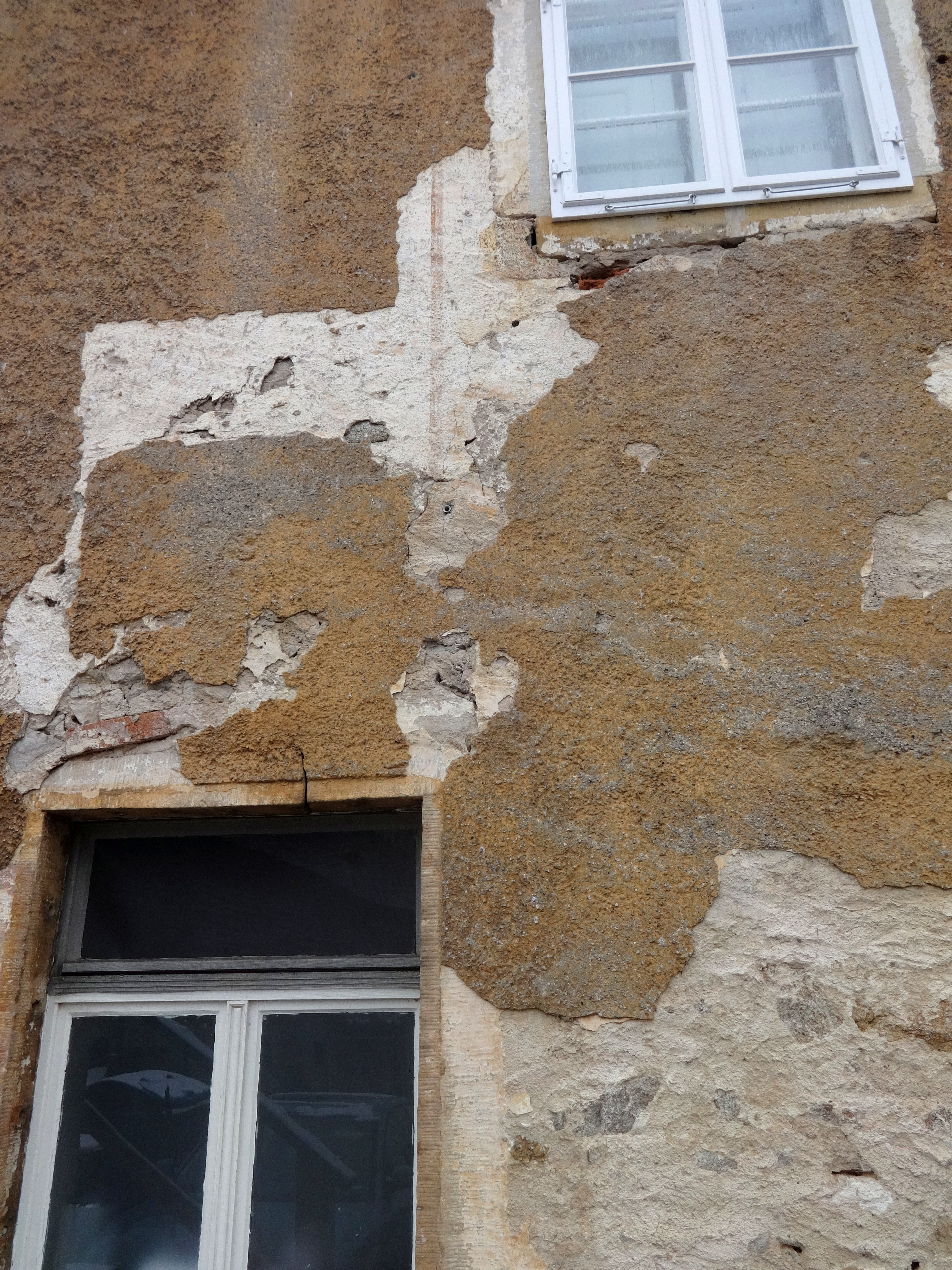
Freigelegte Anstriche an der Rückseite des Haupthauses

Bei Untersuchungen der Fassade des Marcolinihauses fand man 2008 unter einem Zementputz und mehreren monochromen Anstrichen zumindest für das Obergeschoss die nahezu vollständige Bemalung aus der Erbauungszeit. Von den gefundenen barocken Fassadengliederungen existieren im sächsischen Kulturraum nur noch wenige Beispiele. Die Fassade war ursprünglich in einem hellen ockerfarbenen Farbton gestrichen, auf dem sich Licht- und Schattenstriche einer illusionistischen Kassettengliederung zeigten. Im Sockelbereich ließ der Erhaltungszustand kaum noch einen Schluss auf die ursprüngliche Gestaltung zu.
Die Farbgestaltung des Treppenhauses im Erdgeschoss wurde der Fassung von 1823 nachempfunden, wobei auf die damals vorhandenen aufwändigen Linien fast gänzlich verzichtet wurde.
Mit der Förderung durch das Denkmalschutz-Sonderprogramm III von Bund und Land konnte in den Jahren 2012 und 2013 das Dach des Mittelbaus erneuert werden. Dabei wurde die Dachbalkenlage, an der sich eine bemalte Decke befindet, durch ein aufwändiges Konstruktionsverfahren in situ erhalten. Der Dachstuhl war zuvor im fortgeschrittenen Stadium von Schädlingen zerfressen und drohte einzustürzen.
Die wertvolle Deckenmalerei im Dachgeschoss aus der Erbauungszeit wurde untersucht, restauriert und in eine rekonstruierte Raumfassung eingebunden. Auch die Decken- und Wandmalereien im ersten Obergeschoss wurden teilweise unter mehreren später darüber gemalten Farbschichten freigelegt, gesichert und komplettiert. Dies geschah unter Mitarbeit von Studierenden der HfBK Dresden. Die Abnahme der Ölfarbenanstriche gestaltete sich dabei sehr schwierig und konnte mittels Lösemittel-Gel-Kompressen bewerkstelligt werden.
Die noch vorhandenen originalen Fenster aus dem 18. Jahrhundert wurden aufgearbeitet. Im wieder entstandenen Saal wurde ein neuer Tannenholz-Fußboden verlegt.
Für diesen Sanierungsabschnitt stellte der Beauftragte der Bundesregierung für Kultur und Medien eine Unterstützung in Höhe von 90.000 Euro zur Verfügung, und der Freistaat steuerte weitere 80.400 Euro bei. Dazu kamen knapp 78.000 Euro des Besitzers. Ziel der Sanierung ist, dass das Marcolinihaus außen so wiederentsteht, wie es sich im 19. Jahrhundert als Wohnung des königlichen Oberförsters präsentierte. Innen soll das Hauptgebäude dagegen die Zeit des Grafen Marcolini widerspiegeln.